# Villa Kivi
Villa Kivi är Finska författarförbundets hus, som ligger vid Tölövikens strand i centrala Helsingfors. Ursprungligen var det en privatvilla, som Nikolaij "Niilo" Michelsson lät bygga år 1890. Det var ursprungligen tänkt som ett "hyreshus för herrskap", och villan låg då långt utanför den dåvarande stadskärnan.
År 1984 köpte Helsingfors stad villan för kulturella ändamål, och 1990 fick den namnet Villa Kivi för att hedra Finlands nationalförfattare Aleksis Kivi. I huset har numera 14 författare sina arbetsrum, och i bottenplanet finns gemensamma utrymmen för olika litteraturevenemang och fester. I strandbyggnaden bredvid Villa Kivi finns bland annat tre gästrum, som i första hand hyrs ut till författare och översättare som gästar Helsingfors.

## Historik
Allt som allt byggdes femton villor vid Djurgården, som området vid Tölövikens strand då hette, och Villa Kivi är en av dem och fick vid stadsplanen ordningsnumret 10, och kallades därför Villa nr 10. Framför den låg Djurgårdsvägen, som från 1978 heter Fågelsångsvägen efter området som fick namnet Fågelsången.
Området hade inspirerats av parkområdet Djurgården i Stockholm och i planen för området ingick förutom parkområde även en djurpark och en vattenkurort. Men planen genomfördes aldrig.

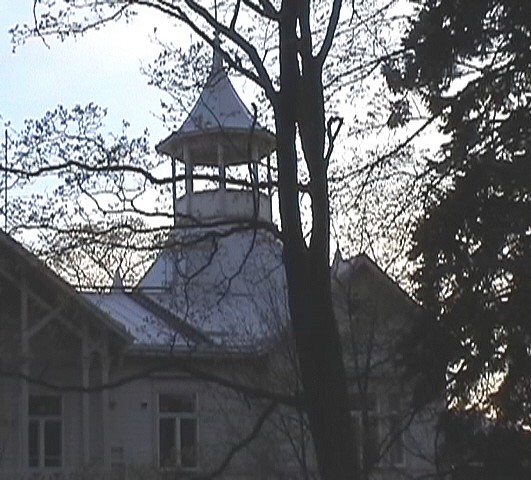
Villa Kivi med sitt torn.

Villa nr 10:s byggherre Nikolaij "Niilo" Michelsson lät uppföra villan 1890 och bodde själv i den till sin död 1922. Finlands blivande förste president Kaarlo Juho Ståhlberg bodde där 1902–1903. Under årens lopp har villan bebotts av många kända finska författare, översättare och andra kulturpersonligheter som Maila Talvio och hennes man Jooseppi Julius Mikkola, som bodde där i 15 års tid. Speciellt Maila Talvios litteraturcirklar blev ett begrepp under åren 1907–1919 och samlade nästan alla centrala författare, såsom Juhani Aho, Ilmari Kianto, Veikko Antero Koskenniemi, Eino Leino, Kasimir Leino, Otto Manninen och 
Frans Eemil Sillanpää. Paret Mikkola besöktes även av bildkonstnärer som Tyko Sallinen, Akseli Gallen-Kallela och scenkonstnärer som Ida Aalberg, Aino Ackté och Eino Kalima. Men villans grannar var inte lika förtjusta; hyresvärden Michelsson bad paret Mikkola flytta eftersom de utgjorde en fara för huset, som användes "som mötesplats för folksamlingar som för de närmaste grannarna betydde ett starkt orosmoment".
Efter paret Mikkola beboddes villan av bland andra paret Hedvig och Hannes Gebhard, båda engagerade inom kooperationen (andelsverksamheten) och aktiva politiker i lantdagen.
På 1950-talet bytte huset ägare till släkten Moisander och stannade i deras ägo till år 1984, då villan var i ytterst dåligt skick när den köptes av Helsingfors stad som bestämt sig för att rädda den. Stiftelsen Villa Kivi grundades år 1985 av Finlands undervisningsministerium, Helsingfors författare, Finlands Svenska författarförening och Finlands Dramatikerförbund, för att administrera villan. Det första uppdraget blev att renovera villan.

## Författarnas hus
Villa Kivi blev författarnas hus på Aleksi Kivis födelsedag 10 oktober 1990. Villan hade då helrenoverats för att skapa en bra miljö för långsiktigt skapande med arbetsutrymmen för fjorton författare och kontor för Läscentrum som arrangerar regelbundna litterära evenemang som Diktklubben, samt författarbesök, och publicerar två litterära tidskrifter, en för barn, Vinski, och en för ungdomar, Lukufiilis. Fyra av arbetsrummen är reserverade för medlemsorganisationernas egna författare, och de resterande tio hyrs ut för tre år i taget till professionella författare.
Flera som belönats med Finlandiapriset har arbetat i Villa Kivi: Markku Envall, Arto Melleri, Helena Sinervo och Kjell Westö. Andra betydande finska och finlandssvenska författare som har arbetat i Villa Kivi är Annika Idström, Leena Lander, Marko Leino, Rakel Liehu, Marja-Leena Mikkola, Hannu Salama, Eira Stenberg och Fredrik Lång.
Villa Kivi är också en mötesplats för Helsingfors författare. Medlemskvällar arrangeras, liksom två årliga litterära evenemang: Konstens natt och Sadun päivä för barn. Sedan 2011 har man även öppet hus-kvällar.

### Festvåning
Villa Kivis festvåning ligger i stenfoten med ingång från norr och har utsikt över Tölöviken och plats för hundra gäster. I södra delen ligger författarnas privata bibliotek, Lintukoto.

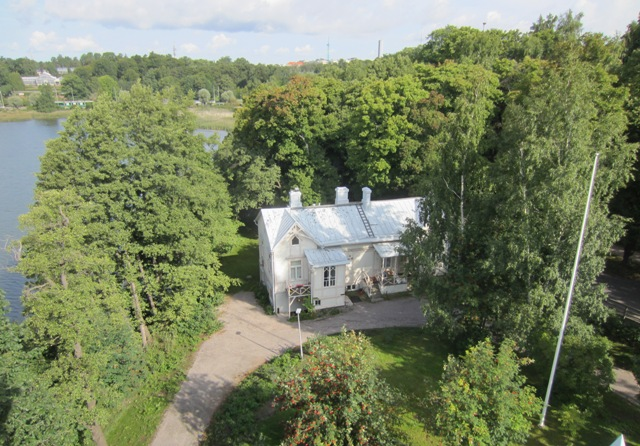
Strandbyggnaden sedd uppifrån utsiktstornet.

### Strandbyggnaden
Villa Kivi har en sidobyggnad i två våningar, som blev klar 1890, samma år som huvudbyggnaden. Den kallas strandbyggnaden.
I sidobyggnaden bodde de som arbetade i huvudbyggnaden. Idag inrymmer den en bostad för fastighetsskötaren, en bastu och tre gästrum, som i första hand kan hyras av författare och översättare som gästar Helsingfors.

## Arkitektur
Villa Kivi ritades av arkitekterna Elia Heikel och Selim A. Lindqvist. Huset är precis som de övriga villorna i Fågelsången exempel på en ny byggnadstyp, villan, som en åretruntbostad för en borgerlig familj. Vid 1800-talets slut följde trähusarkitekturen nyrenässansens stilideal med lån från schweizisk alpstil, som utvecklats av den svenske arkitekten Georg Theodor Chiewitz. Den kombinationen tillsammans med den finländska träarkitekturen resulterade i en unik finsk snickarstil, som är både dekorativ och krävande.
Från början hade Villa Kivi en mörk stockfasad, som från 1903 fick en målad plankpanel. Fönstren har T-karmar, som följer rumshöjden, något som är utmärkande för tidens snickarstil, precis som andra snickardetaljer, som trävaruindustrin tillhandahöll. Takbeläggningen är målad plåt.
Utsiktstornet fanns inte med på ursprungsritningen utan tillkom på en reviderad ritning från 1889, ett år innan Villa Kivi byggdes.

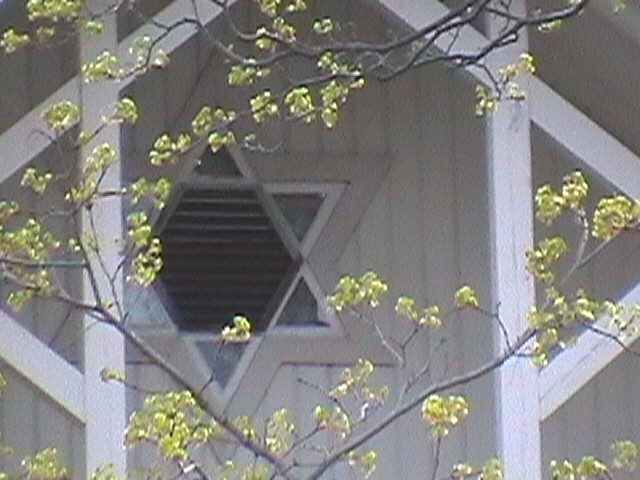
Villa Kivi har några ovanliga fönster.

De två övre fönstren, som påminner om Davids stjärna, är unika för Villa Kivi och finns inte på några av de andra villorna i Fågelsången.
Uppvärmningen skedde tidigare med kakelugnar både i rummen och korridorerna. I samband med renoveringen 1990 murades de igen och ersattes av elvärme.

## Utsikten
Från Villa Kivis fönster ser man Tölöviken i väster och  i öster Fågelsångens berg, bakom vilka tågen går ända till Sankt Petersburg.
På motsatta stranden finns Finlandiahuset och Finlands nationalopera.
En känsla för hur utsikten tedde sig då huset var nybyggt får vi genom Maila Talvios minnesanteckningar:
| ”              | Lantbor som vi var, min man och jag, gladde vi oss särskilt över att vi omkring oss hade träd och vatten. Vår viks vatten var ju inte det renaste, och mittemot höjde sig fabriksskorstenarna från Tölö sockerfabrik. Men Djurgården hade idealiska gångstigar. På bergen i Alphyddan, dit människor sällan hade något ärende, kunde man föreställa sig att man befann sig långt ute på landsbygden, ifall man vände blicken ditåt - på andra sidan låg motsatsen, nämligen staden, men den var ju inte så nära att det skulle kunna framkalla ångest, tvärtom, på ett diskret avstånd. Och det var ju Helsingfors! Helsingfors blev från det här perspektivet min hembygd och därför innerligt kärt. Var kunde min hemvist vara hädanefter, om inte Helsingfors? Universitetet var det gyllene ankar som höll oss kvar. Helsingfors universitet var en ädel och skrämmande högtidlig institution. Senatstorget i Helsingfors var den vackraste platsen i världen. Från dessa berg i Alphyddan fick man se Helsingfors, Finlands huvudstad. Och på andra sidan låg det tysta finska landskapet, dess heliga ensamhet, som var kärast av allt. Vi kände att vi ville rota oss fast i denna Djurgård ända från första början... O så mycket det hände här! | „ |
| – Maila Talvio | |   |

## Bildgalleri – Vy från Villa Kivis utsiktstorn

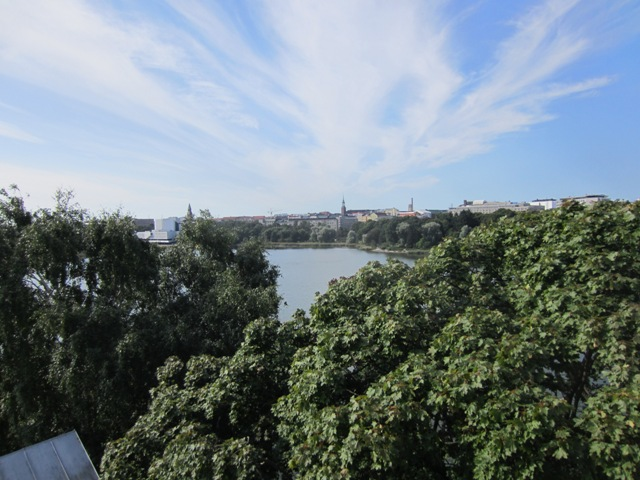
Västerut
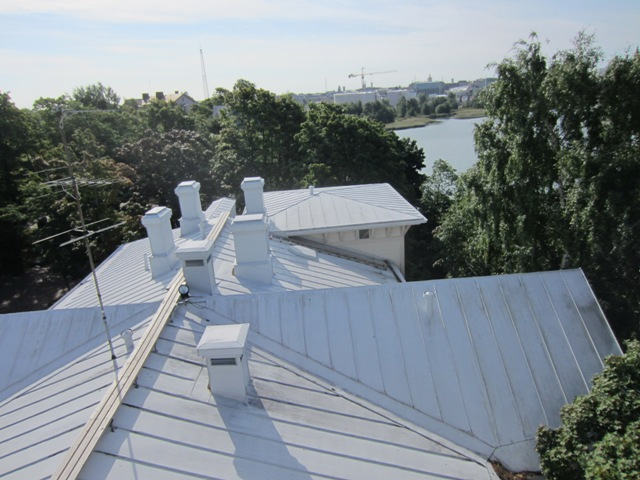
Söderut mot Helsingfors
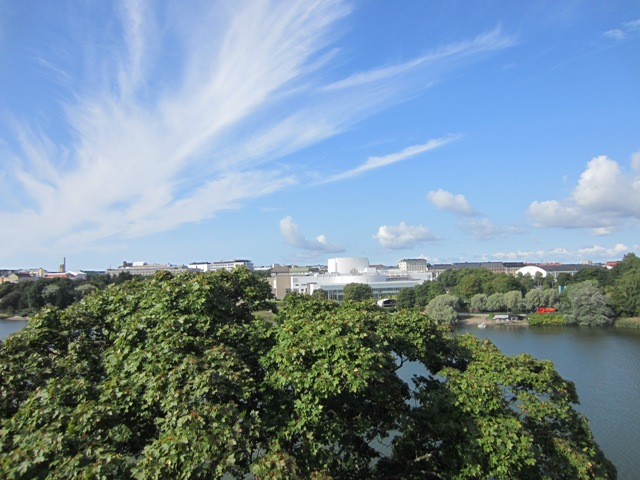
Västerut
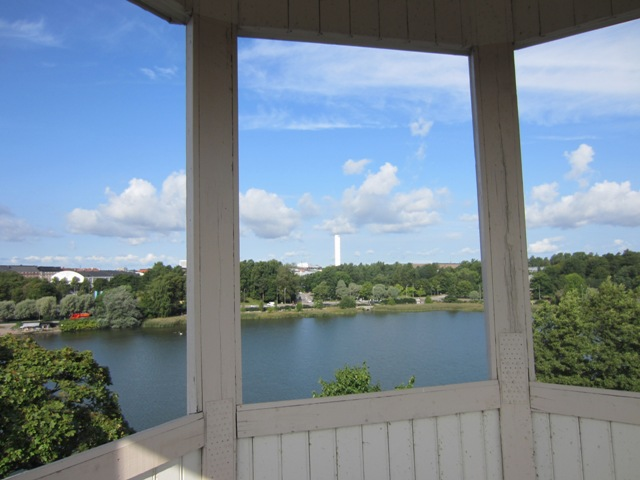
Norrut
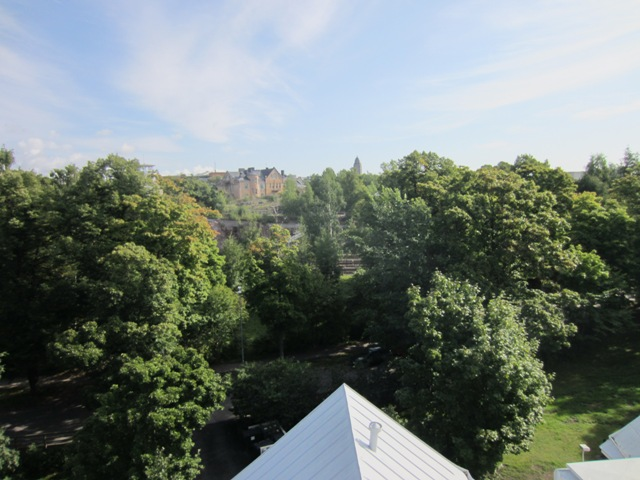
Österut mot Fågelsångens berg